# 日野サテライト
日野サテライト（ひのサテライト）は、かつて岐阜県岐阜市に置かれていたNHKと岐阜放送のテレビ中継局。

## 概要
- 当中継局は、岐阜市日野北4丁目3965番54号の船伏山に置かれ、該当地区などへ電波を発射していた。
- 在名広域局は、名古屋テレビ塔及び東山タワー（中京テレビのみ）を受信していた。
- なお、NHKは岐阜日野中継局、GBSは日野中継局であるが、ここでは一括して「日野サテライト」として記述する。

## 中継局概要
| チャンネル | 放送局名       | 中継局名       | 空中線電力        | ERP                 | 放送対象 地域 | 放送区域 内世帯数 | 放送終了日     |
| 48ch 50ch  | NHK 名古屋教育 | 岐阜日野中継局 | 映像3W/ 音声750mW | 映像6.6W/ 音声1.64W | 全国          | 6154世帯          | 2011年 7月24日 |
| 52ch       | NHK 岐阜総合   | 岐阜日野中継局 | 映像3W/ 音声750mW | 映像6.6W/ 音声1.64W | 岐阜県        | 6154世帯          | 2011年 7月24日 |
| 54ch 56ch  | GBS 岐阜放送   | 日野中継局     | 映像3W/ 音声750mW | 映像10W/ 音声2.5W   | 岐阜県        | 6154世帯          | 2011年 7月24日 |

### 歴史
- 2003年2月9日～3月9日 - NHK教育・岐阜放送のアナアナ変換を実施。
- 2011年7月24日 - 全局廃局となった。

### 補足
- 赤字チャンネル番号は、アナアナ変換前のチャンネルとなる。
- 正式な中継局名は、NHKで岐阜日野テレビ中継放送所・GBSで日野テレビジョン放送局である。
- 地上デジタルテレビ放送については、設置不要と判断されたため、岐阜親局や、名古屋親局をそれぞれ受信している。